# Sagittaria teres
Sagittaria teres är en svaltingväxtart som beskrevs av Sereno Watson. Sagittaria teres ingår i släktet pilbladssläktet, och familjen svaltingväxter. Inga underarter finns listade.